# 泛美龙属
泛美龙（属名：Panamericansaurus）是晚白垩世泰坦巨龙类蜥脚亚目恐龙的一属，生存于今天的南美洲。它和与之密切相关的风神龙非常相似，仅在椎骨特征上有所不同。
模式种施氏泛美龙（Panamericansaurus schroederi）由豪尔赫·奥兰多·卡尔沃和胡安·多明戈·波菲里于2010年命名、描述。属名是指为古生物学研究提供财物支持的泛美能源公司。种名纪念发现化石的土地的所有者施罗德家族。叙述者将泛美龙放置在泰坦巨龙类演化支――风神龙族中，同样生存于南美的风神龙和冈瓦纳巨龙也是其成员。
正模标本MUCPv-417于2003年6月在内乌肯省圣帕特里克德沙纳尔附近的（坎帕阶至马斯特里赫特阶）艾伦组中发现。它由五个尾椎、一个骶椎、一个左肱骨、脉弓和肋骨碎片组成，其中肱骨长123厘米。正模标本个体的总长度估计为11米。